# جيبسون كايل
ريتشارد جيبسون كايل (1903-1820) والذي يعرف باسم جيبسون كايل في المجال المهني، مهندس معماري إنجليزي مارس المهنة في نيوكاسل الواقعة على نهر التاين والمناطق المحيطة بها. كان والده عامل ومتعهد بناء من نورثمبرلاند. عُهد برعاية كايل إلى خاله جون دوبسون فعمل معه في مشاريع محلية مثل محطة السكك الحديدية في نيوكاسل وبعض الأبنية على ضفاف نهر التاين والمجمع البنائي في شارع كينغ-كوين ستريت الذي شهد حريقًا كبيرًا في عام 1867.
كان من بين مشاريعه المستقلة المنفذة الملحق الذي يشكل جزءًا من كلية سانت هيلد، وهي اليوم جزء من جامعة نيوكاسل بالإضافة إلى مبنى تشوسير في غرينجير ستريت ويست وكذلك أبنية سكنية وحمامات لمأوى نيوكاسل للأمراض العقلية وحمامات ومرافق اغتسال عامة. صمم عددًا من المصليات المنعزلة ومنازلًا للقساوسة. كان المهندس المعماري لكبير كهنة وراهب كاتدرائية دورام.
عندما كان في مرحلة الشباب تربص بسارق وألقى القبض عليه حاملًا 33 رطلًا (15 كغ) من الرصاص. امتنع جيبسون كليًا عن المسكرات وانتسب إلى حركة الاعتدال. شارك في عدد من المشاريع التجارية في نيوكاسل ولعب دورًا فاعلًا في السياسة المحلية.

## خلفية
كان كل من جوزيف كايل (1849- 1760 أو 1759) وجين بارنز أجدادًا لكايل من جهة الأب. حمل والد كايل الذي اشتغل عمل بناء الاسم نفسه وهو جيبسون كايل (1867-1789). والدة كايل هي إليزابيث دوبسون (1868-1793). أدلى جيبسون كايل بشهادته مع شقيق زوجته جون دوبسون عام 1821، في قضية اتهام مأموري ومواطني موربيث وتحميلهم مسؤولية «الحالة المدمرة التي وصل إليها جسر البلدة». ذكر كايل الأب وهو القائم بالمسح والمشرف على جسر المقاطعة، أن الجسر المعروف باسم «جسر الثلاثة أميال» كان ضيقًا لدرجة أنه اضطر للترجل عن حصانه حتى في المكان الأكثر اتساعًا من الجسر ليسمح لعربة ما بالمرور. كان جيبسون كايل الأب مصمم جسر لوفورد البديل في عام 1835، وهو جسر مائل سمح قليلًا بتعديل مسار الطريق (بي 6343) ليصبح أكثر استقامة. كانت أقواس الجسر الحجرية «مهددة بالانهيار» لكن أعيد بناؤها بمساعدة إدوارد تشابمان من نيوكاسل الذي استبدل بالحجر القرميد. كان جيبسون كايل الأب واحدًا من المتعهدين المشاركين في بناء سجن موربيث (من تصميم جون دوبسون بين عامي 1828-1822) ومن بين أوائل الأشخاص الذين سجنوا هناك خادمته سارة ديتشن التي سرقت منه. أصبح كايل الأب مع حلول عام 1834 عامل بناء ومتعهد ومدين معسر.

## حياته
ولد ريتشارد جيبسون كايل في بونتيلاد في نورثمبرلاند في عام 1820 وتوفي في روزفيل 2 بينشام غيتسهيد في 21 يناير عام 1903 عن عمر 82 عامًا. زوجته هي السيدة إليزابيث داوسون (هيكسهام نحو عام 1819 – غيتسهيد 1868) الرئيسة السابقة للممرضات «النشيطة الذكية واللطيفة» في مستشفى نيوكاسل. ترملت في عام 1851. تزوجت من جيبسون في هالتويسل في يوليو من عام 1855. كان ابنهما ألفريد جيبسون كايل مهندسًا معماريًا (1940-1856). امتنع جيبسون كايل كليًّا عن الخمور وانتسب إلى فريق نيوكاسل المساعد لتحالف المملكة المتحدة. دفن في مقبرة إلسويك في نيوكاسل.
ألقى كايل القبض على سارق في عام 1842. لاحظ توماس ميديلماس الذي كان يعمل في متجر ريتشارد غرينجير في شارع كلايتون أن الرصاص آخذ في النقصان من المتجر، فتخفّى كايل الصغير هناك لمراقبة السارق. شاهد كايل جون مارشال يدخل من النافذة ثم خرج من المتجر بكمية 33 رطل (15 كغ) من الرصاص، وكان مارشال ما يزال يحمل الرصاص هاربًا به عندما ألقى كايل القبض عليه بالجرم المشهود. اقتيد السارق إلى المحكمة وأحيل إلى جلسات المحاكمة.
استدعي كايل في عام 1866 لخدمة هيئة المحلفين. أُكد لهيئة المحلفين أنه على الرغم من أنهم سوف يتعاملون مع عدد كبير من القضايا إلا أن معظمها سيكون عبارة عن «قضايا تافهة لا يُعبأ بها». بدأت الجلسات بسرد قائمة من السرقات. استدعي كايل عام 1892 ليكون شاهدًا في التحقيق الذي يخص الوفيات في حادثة حريق مسرح غيتسهيد الملكي عام 1892. توفي 11 شخصًا في انهيار وقع عند باب المعرض خلال نوبة هلع أصابت الجميع بعد حدوث الحريق. صرح خبراء مختصون بمن فيهم كايل أن عدد مخارج النجاة ونقص الإجراءات المتخذة بعد الحريق جعلا المسرح غير آمن. 